# (10847) Koch
(10847) Koch est un astéroïde de la ceinture principale.

## Description
(10847) Koch est un astéroïde de la ceinture principale. Il fut découvert le 5 janvier 1995 à Tautenburg par Freimut Börngen.
Il fut nommé en honneur du médecin allemand Robert Koch.
Il présente une orbite caractérisée par un demi-grand axe de 2,98 UA, une excentricité de 0,09 et une inclinaison de 9,0° par rapport à l'écliptique.

## Compléments